# Summer and Smoke
Summer and Smoke (Brasil: O Anjo de Pedra / Portugal: Fumo de Verão) é um filme norte-americano de 1961, do gênero drama, dirigido por Peter Glenville  e estrelado por Laurence Harvey e Geraldine Page.